# Chariots of War
Chariots of War (рус. Колесницы войны) — компьютерная игра в жанре глобальной стратегии, разработанная шведской компанией Paradox Entertainment в сотрудничестве с Slitherine Software и выпущенная 11 июня 2003 года. В Северной Америке издателем выступала компания Strategy First, а в СНГ — 1C. Была локализована студией Snowball.ru под названием «История империй».

## Геймплей
По сути игра отличается от игры Легион лишь местом действия, игровая концепция осталась той же самой. Действие игры происходит в реальном времени. Игра происходит на схематично изображённой карте Ближнего Востока и Северной Африки. Игрок может выиграть игровую кампанию или свободную игру. Играющий может взять под управление одно из 58 играбельных государств, среди которых представлены:
- Ассирия,
- Египет,
- Нубия,
- Вавилон,
- Иудея.

Под контролем игрока находятся экономика страны, формирование армий и управление ими, дипломатия, постройка зданий. В то же время торговля и дипломатия имеют гораздо меньшее значение, поскольку только военные действия — единственный способ достигнуть победы. Главной целью игры является победа над компьютерными соперниками в игре.

## Экономика
В игре существует девять различных ресурсов, которые распространены по всей игровой карте. Они используются для постройки зданий и боевых отрядов.

## Инфраструктура
Всего в игре доступны 164 города и 80 поселений, являющиеся местами научных исследований и производства боевых отрядов.
В игре возможна постройка зданий, используемых как для создания боевых отрядов, так и для мирной деятельности. Также игроку приходится сталкиваться с природными катастрофами — извержения вулканов, засуха, землетрясение, саранча и другими.

## Боевая система
Сами сражения происходят на отдельном экране. Силы игрока помещены на одной трети поля битвы, и игрок имеет возможность менять их формирования и отдавать определённые приказы. Сама же борьба автоматизирована, таким образом только через начальные заказы игрок влияет на сражение.

## Дипломатия
Дипломатия в игре упрощена. Единственная возможность дипломатов — посмотреть отношение к игроку того государства, к которому он отправлен. Со стороны игрока можно «выпроводить» чужеземного дипломата, который является ещё и шпионом, из страны различными методами: от «Сопроводить до границы» до «Прислать его голову на блюдечке».

## Рецензии
| Сводный рейтинг | Сводный рейтинг |
| Агрегатор       | Оценка          |
| --------------- | --------------- |
| GameRankings    | 57,28 %         |

Крупнейший российский портал игр Absolute Games поставил игре 50 %. Обозреватель отметил плохо сделанные битвы и старую графику. Вердикт: «Несмотря на все старания разработчиков, Chariots of War так и осталась „Легионом“ — порядком приевшейся игрой, насыщенной практически неконтролируемыми военными забавами. Старую формулу, основными компонентами которой являются однобокий игровой процесс и захудалый дизайн, заретушировать не удалось. Остается надеяться, что авторы найдут в себе силы выбросить старые наработки и своё следующее произведение „замесят“ на качественно новом материале.».